# Franz Hasil
Franz Hasil (Vienna, 28 luglio 1944) è un allenatore di calcio ed ex calciatore austriaco, di ruolo centrocampista.

## Carriera
Giocò nelle massime divisioni di Austria, Germania Ovest e Paesi Bassi. Ottenne i suoi maggiori successi con la maglia del Feyenoord: vinse infatti una Coppa dei Campioni ed un'Intercontinentale nel 1970 e un campionato olandese l'anno seguente.

## Palmarès

### Competizioni nazionali
- Campionato austriaco: 3

Rapid Vienna: 1963-1964, 1966-1967, 1967-1968
- Coppa d'Austria: 1

Rapid Vienna: 1967-1968
- Campionato olandese: 1

Feyenoord: 1970-1971

### Competizioni internazionali
- Coppa delle Alpi: 1

Schalke 04: 1968
- Coppa dei Campioni: 1

Feyenoord: 1969-1970
- Coppa Intercontinentale: 1

Feyenoord: 1970